# Мірко Алілович
Мірко Алілович  (хорв. Mirko Alilović, 15 вересня 1985) — хорватський гандболіст, олімпійський медаліст.

## Виступи на Олімпіадах
| Олімпіада   | Дисципліна | Місце |
| ----------- | ---------- | ----- |
| Пекін 2008  | гандбол    | 4     |
| Лондон 2012 | гандбол    | 3     |

## Зовнішні посилання
- Досьє на sport.references.com [Архівовано 19 січня 2016 у Wayback Machine.]